# Matteo Maria Zuppi
Matteo Maria Zuppi (Rim, 11. listopada 1955.) je talijanski kardinal i nadbiskup, od 27. listopada 2015. nadbiskup metropolit Bologne, a od 24. svibnja 2022. predsjednik Talijanske biskupske konferencije (CEI).

## Biografija
Rođen je kao peto od šestero djece novinara Enrica Zuppija i Carle Fumagalli, nećakinje kardinala Carla Confalonierija.

### Školovanje i svećenička služba
Godine 1973. upoznaje Andrea Riccardija, osnivača Zajednice Svetog Egidija (Comunità di Sant'Egidio). S udrugom počinje surađivati najprije u pučkim školama, a zatim s usamljenim starijim osobama ili s imigrantima.
Diplomirao je književnost i filozofiju na rimskom sveučilištu "La Sapienza" s tezom iz povijesti kršćanstva. Ušavši u bogosloviju u Palestrini, stekao je diplomu iz teologije na Papinskom lateranskom sveučilištu.
Biskup Renato Spallanzani ga je 9. svibnja 1981. u katedrali Sant'Agapito u Palestrini zaredio za svećenika za suburbijsku biskupiju Palestrina. Odmah nakon ređenja imenovan je župnim vikarom bazilike Santa Maria in Trastevere u Rimu. Obnašao je tu službu 19 godina. Godine 1983. postao je rektor crkve Santa Croce alla Lungara. Inkardiniran je u Rimsku biskupiju 15. studenog 1988., a od 1995. djeluje kao član Prezbiterskog vijeća.
Godine 1990., surađujući s Andreom Riccardijem, Jaimeom Pedrom Gonçalvesom i Mariom Raffaellijem, ima važnu ulogu posrednika u pregovorima između vlade Mozambika (u to vrijeme pod kontrolom socijalista Mozambičke fronte oslobođenja) i Mozambičke stranke nacionalnog otpora, koji su od 1975. bili u građanskom ratu. Posredovanje je 4. listopada 1992., nakon 27 mjeseci pregovora, dovelo do potpisivanja Rimskog mirovnog sporazuma kojim je odobren prekid neprijateljstava. Za ove događaje Zuppi i Riccardi su dobili počasno državljanstvo Mozambika. Kasnije nastavlja djelovati u takozvanoj "paralelnoj diplomaciji" Zajednice Svetog Egidija.
Godine 2000. postao je glavni svećenik asistent Zajednice Svetog Egidija te je imenovan župnikom bazilike Santa Maria di Trastevere, naslijedivši Vincenza Pagliu, koji je imenovan biskupom u Terni-Narni-Amelije. Godine 2005. kardinal Camillo Ruini imenovao ga je prefektom III. prefekture Rima. Na ove dvije zadnje pozicije bio je do 2010. Papa Benedikt XVI. mu 30. ožujka 2006. dodjeljuje počasnu titulu kapelana Njegovoj Svetosti.
Od 2010. obnašao je službu župnika crkve Santi Simone i Giuda Taddeo u Torre Angeli, jednoj od najmnogoljudnijih u gradu, dok je od 2011. prefekt 17. prefekture Rima.

### Biskupska i kardinalska služba

#### Pomoćni biskup Rima
Papa Benedikt XVI. imenovao ga je 31. siječnja 2012. pomoćnim biskupom Rima za središnji sektor i naslovnim biskupom Villanove. 14. travnja primio je biskupsko ređenje, u Bazilici Svetoga Ivana Lateranskog, po rukama kardinala Agostina Vallinija, uz nadbiskupa Giovannija Battistu Pichierrija i biskupa Vincenza Pagliu (kasnijeg nadbiskupa).

#### Nadbiskup Bologne
Papa Franjo ga je 27. listopada 2015. imenovao za metropolita nadbiskupa Bologne, gdje nasljeđuje kardinala Carla Caffarru, koji je dao ostavku zbog dostignute dobne granice. Nadbiskupiju preuzima 12. prosinca 2015. Na početku tog slavlja, povodom izvanredne Godine milosrđa, otvara sveta vrata katedrale sv. Petra. Od 11. siječnja 2016. predsjednik je Biskupske konferencije crkvene pokrajine Emilia-Romagna.
Dana 29. lipnja 2016. primio je palij u bazilici sv. Petra u Vatikanu od pape Franje. Palij mu je, prema odredbama Svetoga Oca, uručio apostolski nuncij Adriano Bernardini 4. listopada u bazilici San Petronio, povodom blagdana njenog zaštitnika, u nazočnosti biskupa sufraganskih biskupa iz Imole Tommaso Ghirelli, iz Ferrara-Comacchija Luigi Negri i iz Faenza-Modigliana Mario Toso.
Najavljuje biskupijski euharistijski kongres koji se održavao od 13. studenog 2016. do 8. listopada 2017. i na čijem kraju pozdravlja papu Franju u pastoralnom posjetu Bologni 1. listopada 2017.
Dana 9. rujna 2017. u katedrali sv. Petra predvodi svečane sprovodne obrede svog prethodnika, kardinala Carla Caffarre.
Nakon što je bio član XV. redovnog vijeća Biskupske sinode za mlade, papa Franjo ga 21. veljače 2020. imenuje članom Dikasterija za službu cjelovitog ljudskog razvoja te 18. travnja, članom Uprave patrimonija Apostolske Stolice (APSA)
Tijekom Angelusa 1. rujna 2019., papa Franjo najavljuje da će ga na konzistoriju 5. listopada kreirati kardinalom. Prima novu kardinalsku titulu crkve Sant'Egidio in Trastevere, koju je Papa ustanovio upravo tom prilikom, a koju preuzima 11. siječnja 2020. Do imenovanja Maura Gambettija za kardinala, bio je najmlađi talijanski kardinal.
Dana 14. siječnja 2022. u bazilici Santa Maria degli Angeli e dei Martiri predvodio je sprovodne obrede predsjednika Europskog parlamenta Davida Sassolija kojeg je Zuppi poznavao još iz srednje škole.

## Predsjednik Talijanske biskupske konferencije
Papa Franjo ga je 24. svibnja 2022. imenovao za predsjednika Talijanske biskupske konferencije (CEI), odabravši ga između tri imena, koje je isti dan izabrala skupština CEI-ja, a među kojima su bili i kardinal Augusto Paolo Lojudice i biskup Antonino Raspanti. Zuppi je i od biskupa dobio najviše glasova. Time je na službi predsjednika CEI-a Zuppi naslijedio kardinala Gualtiera Bassettija.
Kardinal  Zuppi je na prvoj konferenciji za novinare kao predsjednik talijanskih biskupa u petak 27. svibnja 2022. najavio izvještaj o zlostavljanjima u Crkvi u Italiji od 2000. do 2021. godine. "Primit ćemo udarce koje moramo podnijeti, a također preuzeti naše odgovornosti. To dugujemo žrtvama, njihova bol je prioritet. I to dugujemo Svetoj Majci Crkvi“, rekao je. Izvješće će biti izrađeno uz doprinos neovisnih centara sveučilišnih Instituta za kriminalistiku i viktimologiju. Objava je zakazana za 18. studenoga.

## Stavovi
Matteo Zuppi od početka pohađa Zajednicu Svetoga Egidija i surađuje u aktivnostima u službi posljednjih koje ona promovira: od škola za marginaliziranu djecu rimskih sirotinjskih četvrti, do inicijativa za starije osobe koje su same i nisu samostalne, za imigrante i beskućnike, za smrtno bolesne i nomade, invalide i narkomane, zatvorenike i žrtve sukoba; od ekumenskih inicijativa za jedinstvo među kršćanima do onih za međureligijski dijalog, koji se konkretizirao na susretima u Asizu.
Kao novi nadbiskup Bologne Zuppi dobiva veliko uvažavanje lokalnog svećenstva i odmah pokazuje snažnu predanost pastoralu marginaliziranih osoba: od nezaposlenih, do bolesnih i nadasve migranata. "Kršćanin ne može biti neutralan, poručuje Papa. To nam je vrlo jasno rekao i Gospodin. Kada netko kaže: Ja nisam ništa napravio, upravo je u tome problem. Propust još uvijek spada u grijehe. Bijah gladan i nisi mi dao jesti. U neutralnosti se čovjek osjeća sigurno. U ljubavi ne", kazao je jednom prilikom. 
Iako je “sve više žena koje rade u različitim odjelima” Crkve, Zuppi smatra da je to proces koji se treba “nepovratno nastaviti”.
Zuppi promiče sinodalnost Crkve. On smatra da je problem postići pastoralnu promjenu svijesti o poslanju. “Do sada smo bili usmjereni previše prema unutra, a samo malo prema van. I Ivan Pavao II. i Benedikt XVI. pozivali su na hrabar izlazak. Franjo sada dolazi kao s metlom da nas natjera na noge i otjera iz kuće”, slikovito dočarava Zuppi. Kardinal smatra da se dosadašnja Crkva uglavnom bavi sama sobom. “Ne znamo s kim bismo se trebali susresti vani i kako, a osjećamo da se trebamo bolje pripremiti i razviti programe. Ali Papa nas jednostavno tjera na ulicu: ‘Ajte sad…’ Ne smijemo prokockati ovu priliku”. smatra Zuppi.

## Zanimljivosti
- U Bologni često vozi bicikl i živi u domu za umirovljene svećenike.
- Mnogi ga i danas nazivaju jednostavno "don Matteo"[14].
- Godine 2006. predstavio je u Santa Maria in Trastevereu prvu televizijsku sociopredstavu Dickensove Božićne pjesme u režiji Ottavia Rosatija za RaiSat, a koja se odnosi na prispodobu o bogatima i siromašnima u Lukinu evanđelju.
- 2016. je održao govor tijekom demonstracija 1. svibnja u Bologni.
- Nakon što je postao kardinal, redatelj i scenarist Emilio Marrese producirao je Evanđelje po Matteu Z. - Biskupska profesija (Il Vangelo secondo Matteo Z. - Professione Vescovo) u kojem pripovijeda o nadbiskupovom zalaganju za posljednje.
- Godine 2019. njegovu knjigu Odierai il prossimo tuo come te stesso (Mrzi bližnjega svoga kao sebe samoga) neki su smatrali knjigom usmjerenom protiv tajnika Lege Mattea Salvinija i sredstvom da njegova stranka izgubi na regionalnim izborima. U stvarnosti, knjiga govori uglavnom o društvenoj mržnji i unutarnjoj mržnji prema Katoličkoj crkvi.
- Od televizijske sezone 2019.-20. uređivao je, naizmjenično s drugim svećenicima, rubriku Le ragioni della speranza (Razlozi nade) u sklopu programa Rai 1 A sua imagine .
- 27. listopada 2019. bio je gost programa Che tempo che fa, koji je vodio Fabio Fazio.
- 25. ožujka 2020. potpisuje predgovor knjizi Che cosa ci fa lieti? (Što nas čini sretnima?) Giovannija Emidio Palaia, objavljenoj nakon Sinode mladih.
- Od 2021. počasni je građanin grada Verolija, iz kojeg je njegova baka s očeve strane[18].

## Grb
U grbu se nalaze:
- knjiga Evanđelja, na kojoj je ugraviran izraz, preuzet je iz Evanđelja po Ivanu, "Levate oculos vestros ad messem" (Podigni oči svoje na žetvu);
- rijeka, koja podsjeća na Rim, njegov rodni grad, utemeljen na rijeci Tiber;
- križ s A i Ω, Kristov znak, početak i kraj svega, prisutan na slavoluku bazilike Santa Maria in Trastevere u Rimu, gdje je nadbiskup živio većinu svoje svećeničke službe.

## Publikacije
- La Confessione, il perdono per cambiare. Edizioni San Paolo. Cinisello Balsamo. ISBN 978-88-215-6821-3
- Guarire le malattie del cuore: itinerario quaresimale. Edizioni San Paolo. Cinisello Balsamo. ISBN 978-88-215-7649-2
- Odierai il tuo prossimo come te stesso. Perché abbiamo dimenticato la fraternità. Edizioni Piemme. Casale Monferrato. ISBN 978-88-566-7233-6
- Lettere dalla Turchia. San Paolo. Cinisello Balsamo. str. 299. OCLC 1045972356